# Baga pumila
Baga pumila is een fossiele soort schietmot uit de familie Philopotamidae.